# Maisons (Eure-et-Loir)
Maisons é uma comuna francesa na região administrativa do Centro, no departamento de Eure-et-Loir. Estende-se por uma área de 9,5 km². Em 2010 a comuna tinha 386 habitantes (densidade: 40,6 hab./km²).